# Le Pecq
Le Pecq är en kommun i departementet Yvelines i regionen Île-de-France i norra Frankrike. Kommunen ligger i kantonen Le Pecq som tillhör arrondissementet Saint-Germain-en-Laye. År 2022 hade Le Pecq 15 858 invånare.

## Befolkningsutveckling
Antalet invånare i kommunen Le Pecq
| Referens: INSEE |